# Don't Come Easy
"Don't Come Easy" er en sang fremført af den australske sanger Isaiah, som deltog i Eurovision Song Contest 2017. Sangen opnåede en 9. plads. Sangen er skrevet af Anthony Egizii, David Musumeci og Michael Angelo.

## Eksterne kilder og henvisninger
1. ↑  "Australia: Isaiah Firebrace will sing "Don't Come Easy" in Kyiv". Arkiveret fra originalen 5. maj 2017. Hentet 17. maj 2017.

| Musik | Spire Denne musikartikel er en spire som bør udbygges. Du er velkommen til at hjælpe Wikipedia ved at udvide den. |